# Rádóckölked
Rádóckölked község Vas vármegyében, a Körmendi járásban. Két, egykor önálló falu, a Nagykölked szomszédságában fekvő Kiskölked és az Egyházasrádóc melletti Pusztarádóc egyesítésével jött létre.

## Fekvése
Körmendtől 8 kilométerre északra fekszik. A szomszédos települések: észak felől Ják, kelet felől Egyházasrádóc, dél felől Körmend, délnyugat felől Harasztifalu, nyugat felől pedig Nagykölked. Külterületei délkelet felé messze elnyúlnak a község központjától, így abban az irányban határos még Magyarszecsőddel és Molnaszecsőddel is.

### Megközelítése
Körmenddel és a 8-as főúttal a 8722-es út köti össze, a megyeszékhely Szombathely felől a 86-os főúton érhető el, melyről Egyházasrádócnál kell letérni a 8706-os útra. A falu főutcája a 8709-es út, ez kapcsolja össze a két, egykor különálló községrészt is, valamint Nagykölked felé is ez biztosít közúti összeköttetést.
A hazai vasútvonalak közül a települést a Szombathely–Szentgotthárd-vasútvonal érinti, de lakott területeit kelet felől, jó másfél-két kilométerrel elkerüli, csak lakatlan külterületei között halad el. A legközelebbi vasúti csatlakozási lehetőséget így a vasút Egyházasrádóc vasútállomása kínálja, a község központjától közel 3 kilométerre északkeleti irányban.

## Története
A község területén ősidők óta élnek emberek, határában megtalálhatók az újkőkor, bronzkori, kelta és római települések nyomai.
Rádóc települést 1221-ben említik először Ecclesia S. Georgii de Radocz alakban. Köznemesi település volt, melyet 1238-ban  Terra nobilium de Raduzt néven említenek. 1422-ben Raduch, 1449-ben Radocz néven szerepel az írott forrásokban. Később két település alakult ezen a területen, melyből az egyházzal rendelkezőt Egyházasrádócnak, a tőle nyugatra eső falut pedig Pusztarádócnak nevezték. Pusztarádóc valószínűleg a török időkben elpusztult és sokáig lakatlan volt, innen kapta az előnevét.
Kölked település 1221-ben Terra Kewlked néven szerepel először, 1279-ben Kulked, 1423-ban Eghazaskulked, 1425-ben Kwlked, 1439-ben Kelked, 1479-ben Eghazas Kewlked, 1486-ben Kelked néven említik. 1314-ben a Szent Miklós tiszteletére szentelt itteni kápolnát, 1501-ben pedig a Szent Miklós tiszteletére szentelt itteni egyházat említik, melyek valószínűleg a mai Nagykölkedre vonatkoznak.
Vályi András szerint „Egyházas Radócz, Puszta Radócz. Két elegyes magyar falu Vas Vármegyében, Egyházas Radócznak földes Ura Körméndy, és más Uraságok; Puszta Radócznak pedig Gróf Nádasdy Uraság, ez fekszik Felső Lendvához közel, mellynek filiája; lakosaik katolikusok, és másfélék, határbéli földgyeik jók, vagyonnyai külömbfélék, első osztálybéliek.” 
„Nagy, és Kis Kölked. Két falu Vas Várm. földes Uraik külömbféle Urak, lakosai katolikusok, fekszenek Körméndhez mint egy másfél mértföldnyire, földgyeik jó termékenységűek.” 
Fényes Elek szerint „Puszta-Radócz, magyar f., Vas vgyében, 350 ref., 60 kath., 12 evang. lak.”
„Kis-Kölked, magyar falu, Vas vmegyében, ut. post. Körmend 1 óra, 130 kath., 80 ref., 12 zsidó lak. Birja Szabó, Karcsay, s m”
Vas vármegye monográfiája szerint „Puszta-Radócz. A házak száma 61, lakosaié, akik mind magyarok, 429. Vallásuk r. kath., ev. ref. és ág. ev. Postája Egyházas-Radócz, távírója Körmend. Ev. ref. temploma 1861-ben épűlt.” „Kis-Kölked, 33 házzal és 153 magyar lakossal. Vallásuk r. kath., ev. ref. és ág. ev. Postája Egyházas-Rádócz, távírója Körmend. Hetyey István földbirtokosnak itt csinos úrilaka van.”
1910-ben Pusztarádócnak 486, Kiskölkednek 148 magyar lakosa volt. Mindkét település Vas vármegye Körmendi járásához tartozott.
Pusztarádócot és Kiskölkedet 1935-ben Rádóckölked néven egyesítették.

## Közélete

### Polgármesterei
- 1990–1994: Báger Zoltánné (független)[7]
- 1994–1998: Báger Zoltánné (Rádóckölked SE)[8]
- 1998–2002: Báger Zoltánné (független)[9]
- 2002–2003: Báger Zoltán Józsefné (független)[10]
- 2003–2006: László Zoltán József (független)[11]
- 2006–2010: László Zoltán József (független)[12]
- 2010–2014: László Zoltán József (független)[13]
- 2014–2019: László Zoltán József (független)[14]
- 2019–2024: Kukor Péter (független)[15]
- 2024– : Kukor Péter (független)[1]

A településen 2003. július 27-én időközi polgármester-választást tartottak, az előző polgármester halála miatt.

## Népesség
A település népességének változása:
| Lakosok száma | 270  | 281  | 292  | 296  | 297  | 298  | 312  | 318  | 315  | 311  |
|               | 2013 | 2014 | 2015 | 2016 | 2017 | 2018 | 2021 | 2022 | 2023 | 2024 |

A 2011-es népszámlálás során a lakosok 78,2%-a magyarnak, 0,7% németnek, 0,4% románnak, 0,4% bolgárnak mondta magát (21,8% nem nyilatkozott; a kettős identitások miatt a végösszeg nagyobb lehet 100%-nál). A vallási megoszlás a következő volt: római katolikus 50,5%, evangélikus 1,5%, református 24,4%, felekezet nélküli 2,2% (21,5% nem nyilatkozott).
2022-ben a lakosság 90,3%-a vallotta magát magyarnak, 2,2% németnek, 0,3% örménynek, 0,3% cigánynak, 0,9% egyéb, nem hazai nemzetiségűnek (9,1% nem nyilatkozott; a kettős identitások miatt a végösszeg nagyobb lehet 100%-nál). Vallásuk szerint 39,6% volt római katolikus, 16% református, 1,3% görög katolikus, 0,6% evangélikus, 0,3% egyéb katolikus, 4,1% felekezeten kívüli (38,1% nem válaszolt).

## Nevezetességei
- Református temploma 1861-ben épült.

## Külső hivatkozások
- Rádóckölked térképe Archiválva 2007. november 10-i dátummal a Wayback Machine-ben
- A község a Körmendi kistérség oldalán